# Anatolij Tymosjtjuk
Anatolij Oleksandrovytj Tymosjtjuk (ukrainska: Анатолій Олександрович Тимощук), född den 30 mars 1979 i Lutsk, Ukrainska SSR, Sovjetunionen, är en före detta professionell fotbollsspelare. Han representerade Ukrainas fotbollslandslag 144 gånger och är Ukrainas meste landslagsman. Tymosjtjuk vann Bundesliga två gånger och Champions League en gång under sina fyra år i tyska storklubben Bayern München. Han vann även ukrainska och ryska ligan med Sjachtar Donetsk respektive Zenit. Under sin första sejour i Zenit var han även med och vann UEFA-cupen 2008.
I samband med Rysslands krig mot Ukraina har Tymosjtjuk blivit hårt kritiserad för att inte ha tagit ställning mot Ryssland och Putin. Enligt fotbollsoraklet Erik Niva har det gått så långt att Tymosjtjuk numera förmodligen är den ukrainare som är mest avskydd/hatad av sina egna landsmän. En liten indikation på detta är att det ukrainska fotbollsförbundet 2022 strök Tymosjtjuk från sin egen officiella statistik, vilket alltså innebär att trots att han de facto är Ukrainas meste landslagsman, så ser man det inte så i Ukraina. Allt detta berättar Niva utförligt om i avsnitt 177 (Ukraina 2022) av fotbollspodden When We Were Kings. Förutom att Tymosjtjuk inte kritiserat Rysslands invasion av Ukraina så är han också fortfarande assisterande tränare i Zenit Sankt Petersburg, vilket inte ses med blida ögon i Ukraina. https://podcasts.nu/avsnitt/when-we-were-kings/177-ukraina-2022-del-1-UYfk8MFHp
Den 6 januari 2023 införde den ukrainska staten formella sanktioner mot Tymosjtjuk, då de frös hans tillgångar och återkallade de statliga utmärkelser han tidigare tilldelats. 

## Meriter

### Klubblag
Sjachtar Donetsk
- Premjer-liha: 2001/2002, 2004/2005, 2005/2006
- Ukrainska cupen: 2000/2001, 2001/2002, 2003/2004
- Ukrainska supercupen: 2005

Zenit Sankt Petersburg
- Premjer-Liga: 2007, 2014/2015
- Ryska supercupen: 2008
- Uefacupen: 2007/2008
- Uefa Super Cup: 2008

Bayern München
- Bundesliga: 2009/2010, 2012/2013
- DFB-Pokal: 2009/2010, 2012/2013
- DFL-Supercup: 2010, 2012
- Uefa Champions League: 2012/2013

Kajrat
- Kazakiska cupen: 2015/2016
- Kazakiska supercupen: 2015/2016

### Individuellt
- Årets fotbollsspelare i Ukraina: 2002, 2006, 2007
- Årets fotbollsspelare i Premjer-Liga: 2007